# 爱德华·J·奥黑尔

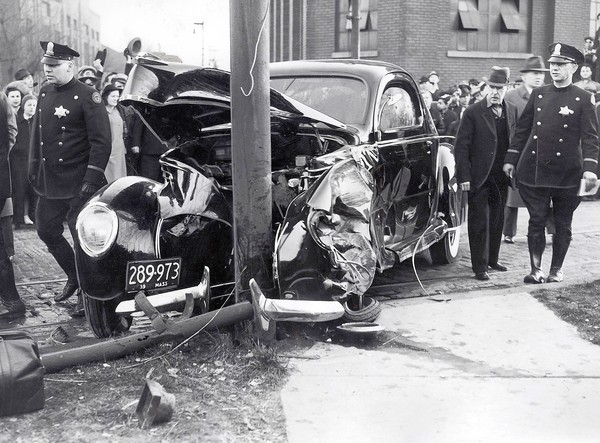
愛德華·J·奧黑爾的暗殺

爱德华·J·奥黑尔（Edward J. O'Hare）（1893年9月5日—1939年11月8日），外号“Easy Eddie”，是美國芝加哥的一名律师，曾长期为艾尔·卡彭服务。他后来加入美国国家税务局，并寻找了艾尔·卡彭逃税的证据。1939年被杀害。
他是第二次世界大戰中活躍的飛行員爱德华·奥黑尔的父亲。

## 外部連結
- Illinois Police & Sheriff's News
- Urban Legends
- 在Find a Grave上的爱德华·J·奥黑尔